# Фірлюк рудий
Фірлюк рудий (Mirafra rufa) — вид горобцеподібних птахів родини жайворонкових (Alaudidae). Мешкає в африканському регіоні Сахель.

## Опис
Довжина птаха становить 14 см, з яких від 5,3 до 6,3 см припадає на хвіст. Довжина дзьоба становить 15—16 мм. Виду не притаманний статевий диморфізм.
Забарвлення рудого фірлюка існує в двох морфах, які різняться головним чином у смугастості верхньої частини тіла. Представники першої морфи руді, поцятковані вузькими чорними смужками, надхвістя у них рудувате. У представників другої морфи чорні смужки є також на стегнах і на верхніх покривних перах хвоста. У представників обох морф обличчя коричневе, над очима охристі «брови». горло охристе, груди рудуваті, поцятковані коричневими смужками. дзьоб зверху темно-роговий, знизу світліший.

## Підвиди
Виділяють три підвиди:
- M. r. nigriticola Bates, GL, 1932 — Малі, Нігер;
- M. r. rufa Lynes, 1920 — Чад, Судан;
- M. r. lynesi Grant, CHB & Mackworth-Praed, 1933 — центральний Судан.

## Поширення і екологія
Руді фірлюки мешкають у Малі, Нігері, Чаді та Судані. Вони живуть у сухих саванах, віддають перевагу районам з голими кам'яними скелями, подекуди порослими чагарниками Combretum.